# Roger Broo
Roger Nils Håkan Broo, född 1 oktober 1945 i Övermark, död 24 oktober 2017 i Åbo, var en finländsk samhällsvetare och kansliråd som arbetade över trettio år som förvaltningsdirektör för Åbo Akademi och var medlem och ordförande i många styrelser, i synnerhet inom finlandssvenskt kulturliv.
Redan före sin magisterexamen 1971 arbetade Broo som forskningsassistent i Svenska litteratursällskapets nämnd för samhällsforskning (1969–1977) och blev sedan en långvarig förvaltningsdirektör för Åbo Akademi under åren 1977–2010. Han var också medlem i det finländska högskolerådet. Därutöver verkade han som medlem och ordförande i flera styrelser, t.ex. Svenska kulturfonden, Konstföreningen i Åbo, Aktia, tankesmedjan Magma, Yrkeshögskolan Novia (Utbildningsstiftelsen Sydväst). Han var också medlem i Finlands UNESCO-kommission och deltog i statliga kommittéer och arbetsgrupper. Han fick kansliråds titel år 1999. Han medarbetade bl.a. i boken Finlandssvenskan: Fakta och debatt från 1978.
Rober Broo var gift med professorn i kvinnovetenskap Harriet Silius sedan 1970 och de hade tre barn. Sonen Måns Broo är universitetslärare i religionsvetenskap vid Åbo Akademi.